# Carlo Buonaparte
Carlo Maria Buonaparte (født 29. marts 1746, død 24. februar 1785) var fra Ajaccio, og han var far til Napoléon Bonaparte og hans søskende. 
Han tog juridisk en uddannelse i Rom og Pisa. Han deltog på frihedshelten Paolios side i Korsikas oprør mod Genova, men efter nederlaget ved Ponte Nuovo sluttede han sig til franskmændene i 1769 og blev siden en støttepille for det franske parti på Korsika.

## Familie
Carlo Buonaparte var gift med Letizia Ramolino. De fik 13 børn. De otte overlevede til voksenalderen. Det var: 
- Joseph Bonaparte, (1768–1844), konge af Napoli 1806-1808, konge af Spanien 1808-1813.
- Napoleon 1. af Frankrig, (1769–1821), kejser af Frankrig 1804-1814 og 1815.
- Lucien Bonaparte, (1775–1840), fransk politiker.
- Elisa Maria Bonaparte, (1777–1820), storhertuginde af Toscana 1809-1814.
- Louis Bonaparte, (1778–1846), konge af Holland 1806-1810.
- Pauline Bonaparte, (1780–1825), udnævnt til kejserlig prinsesse i 1804, hertuginde i Guastalla ved Parma 1806-1815.
- Caroline Bonaparte, (1782–1839), gift med Joachim Murat, dronning af Napoli 1808-1815.
- Jérôme Bonaparte, (1784–1860), konge af Westfalen 1807-1813.